# ماسون أ. ثاير
ماسون أ. ثاير هو سياسي أمريكي، (و. 1839  م). نشط حزبياً في الحزب الجمهوري. وقد انتخب عضو جمعية ولاية ويسكونسن ‏.